# دیو دیو
دیو دیو با نام تولد دیوید چارلز روتنبرگ (انگلیسی: Dave Dave؛ ۱۸ ژوئن ۱۹۷۶ – ۱۵ ژوئیهٔ ۲۰۱۸) هنرمند اهل ایالات متحده آمریکا بود.  پدرش در سال 1982  به جرم تلاش برای کشتن او با سوزاندن گناهکار شناخته شد. 
روتنبرگ 6 ساله بود و زمانی که پدرش چالرز روتنبرگ او را به کالیفرنیا آورده بود  با مادرش ماری روتنبرگ در محله کارول گاردنز  بروکلین نیویورک زندگی می کرد. پدر و مادرش طلاق گرفته بودند و بر سر حضانت وی درگیری داشتند. پس از مشاجره تلفنی آن دو در غروب 3 مارس 1983 در متل بوئنا پارک، چارلز به پسرش یک قرص خواب داد و بعد از این که او به خواب رفت نفت سفیدا را روی تخت ریخت و آن را آتش زد. و هتل را ترک نمود. مهمانان دیگر او را نجات دادند.
بعدها توسط مایکل جکسون اسطوره‌ی موسیقی به سرپرستی گرفته شد.